# Ranarim

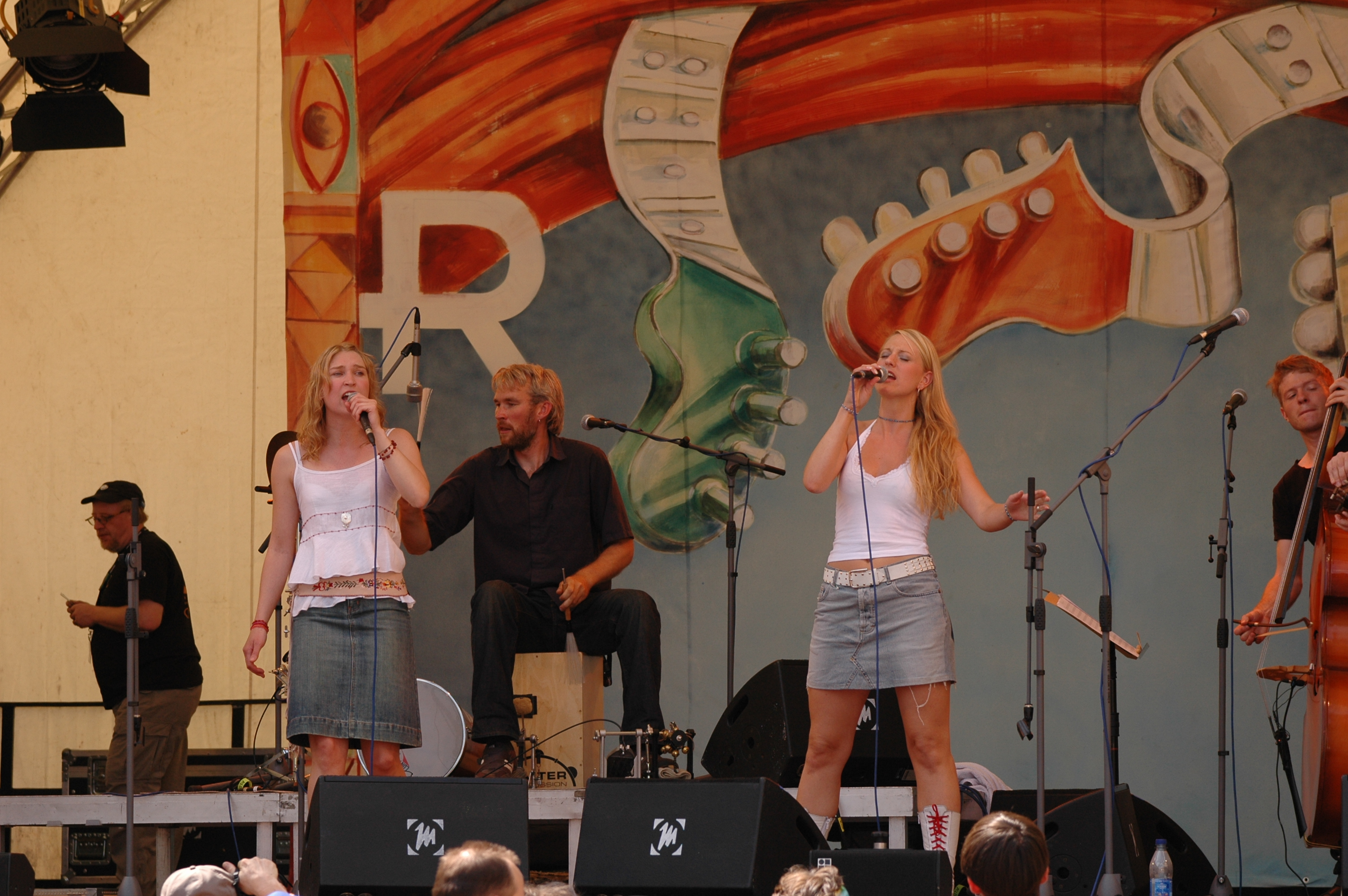
Ranarim beim TFF Rudolstadt 2005

Ranarim war eine schwedische Folk-Band. Zuletzt bestand sie aus Ulrika Bodén (Gesang, Flöte), Johanna Bölja Hertzberg (Gesang), Niklas Roswall (Nyckelharpa) sowie Daniel Ek (Gitarre, Mandola). Die Band spielte eine Mischung aus Volksliedern und Eigenkompositionen, wobei sie in ihren Interpretationen auch Einflüsse aus modernen Genres wie der Popmusik mit einband.

## Name
Ranarim bedeutet „Tauteppich“ (rana ist ein Gobelin oder ein Teppich; rim ist das altschwedische Wort für „Tau“).

## Bandgeschichte
Gegründet wurde die Band von Sofia Sandén, Ulrika Bodén, Niklas Roswall und Jens Engelbrecht während ihrer gemeinsamen Zeit an der Königlichen Musikakademie Stockholm.
Niklas Roswall gewann 1992 den Riksspelman-Preis und 1996 die Nyckelharpa World Championship.  Er veröffentlichte unter anderem ein Soloalbum und musiziert im Nyckelharporkestern.
Ulrika Bodén und Sofia Sandén waren außerdem Mitglieder von Rosenbergs sjua bzw. R7, einer von Susanne Rosenberg gegründeten Frauen-a-cappella-Gruppe.
Mit dem Lied Skulle jag sörja von Ranarims zweitem Album För världen älskar vad som är brokot wurde ein bekanntes gleichnamiges Gedicht des schwedischen Dichters Lasse Lucidor vertont.
Ende 2010 löste die Band sich aus familiären und beruflichen Gründen auf.

## Weitere frühere Mitglieder
- Petter Berndalen (Perkussion)
- Olle Linder
- Anders Johnsson

## Diskografie
- 2000: Till ljusan dag (deutsche Übersetzung: „Bis zum Licht des Tages“)
- 2003: För världen älskar vad som är brokot („Die Welt liebt das Unerwartete“) (mit Gast-Perkussionist Sebastian Notini)
- 2006: Morgonstjärna („Morgenstern“)
- 2008: Allt vid den ljusa stjärnan („Im Licht des Sterns“)